# Jesse Green
Jesse Green (nascido Locksley Alphonso Green) (Saint James, 5 de julho de 1948) é um músico jamaicano de reggae e música disco.

## Biografia
Green nasceu na freguesia de St. James, Jamaica. Quando criança, frequentou a Escola Primária em Denham Town e ficou fascinado com a música, ouvindo os sistemas de som.
Green foi um membro do The Pioneers e tocou bateria com Jimmy Cliff na década de 1970, gravando singles como 'Locks Lee', antes de se lançar em carreira solo em 1976. Green teve um hit internacional do estilo música disco, a canção "Nice and Slow". Teve também outros sucessos menores nos Estados Unidos e no Reino Unido .

## Singles
- "Nice and Slow" (1976) US Disco Número 3, [2] Reino Unido Número 17 [3]
- "Flip" (1976) US Disco Número 17, [4] Reino Unido Número 26
- "Come With Me" (1977) UK Number 29  [5]